# Whiskey Cavalier
Whiskey Cavalier é uma série de televisão dramática de ação estadounidense que estreou em 24 de fevereiro de 2019 na ABC. O episódio piloto estreou após o Oscar e foi retransmitido no horário normal do programa três noites depois, 27 de fevereiro de 2019, na ABC. Em 12 de maio de 2019, a ABC cancelou a série após uma temporada, e o final da série foi ao ar em 22 de maio de 2019, depois de 13 episódios emitidos.
No Brasil, foi exibida pela TV Globo dentro da Sessão Globoplay entre 1º de novembro de 2019 e 14 de fevereiro de 2020.

## Enredo
Whisky Cavalier segue as "aventuras do agente do FBI Will Chase (codinome: Whiskey Cavalier) que, após um rompimento emocional, é designado para trabalhar com a agente da CIA Francesca 'Frankie' Trowbridge (codinome: Fiery Tribune); unem forças com a psiquiatra/agente FBI Susan Sampson, o agente da CIA Jai Datta e ex Analista da NSA Edgar Standish, liderados pelo agente do FBI Ray Prince. Juntos, a equipe inter-agências de espiões que periodicamente salvam o mundo (e uns aos outros) enquanto navegam pelas estradas rochosas de amizade, romance e política do escritório".

## Elenco e personagens

### Principal
- Scott Foley como Agente Especial do FBI Will Chase, codinome Whiskey Cavalier
- Lauren Cohan como Agente da CIA Francesca "Frankie" Trowbridge, codinome Fiery Tribune
- Ana Ortiz como Dra. Susan Sampson
- Tyler James Williams como Edgar Standish
- Vir Das como Jai Datta
- Josh Hopkins como Ray Prince (Creditado como "convidado especial" em "Pilot")

### Recorrente
- Dylan Walsh como Alex Ollerman[4]
- Ophelia Lovibond como Emma Davies
- Marika Domińczyk como Martyna "Tina" Marek[5]

### Participação
- Bellamy Young como Karen Pappas (em "The Czech List")
- Joe Doyle como Paul (em "Mrs. & Mr. Trowbridge" e "Czech Mate")
- Dash Mihok como Jimmy Coleman ("convidado especial" em "Spain, Trains, and Automobiles")
- Ki Hong Lee como Jung (em "College Confidential")
- Christa Miller como Kelly Ashland[5] ("convidado especial" em "Two of a Kind")
- Sung Kang como Daniel Lou ("convidado especial" em "Two of a Kind")

## Episódios
| N.º | Título                            | Dirigido por             | Escrito por                  | Exibição original                               | Cód. de produção | Audiência (milhões) |
| --- | --------------------------------- | ------------------------ | ---------------------------- | ----------------------------------------------- | ---------------- | ------------------- |
| 1 | "Pilot"                           | Peter Atencio            | David Hemingson              | 24 de fevereiro de 2019 27 de fevereiro de 2019 | T15.10150        | 4.70 4.08           |
| Após um rompimento devastador com sua noiva Gigi, o agente do FBI Will Chase impede um negócio de armas em Paris com o colega agente Ray Price. Seu superior, Ollerman, o designa para rastrear Edgar Standish, um analista procurado por hackear a NSA, até Moscou. A agente da CIA Frankie Trowbridge intercepta Will e Standish, mas é traída por seu parceiro Dmitri. Will o mata, e ele e Frankie fingem ser um casal para passar por um posto de controle antes que ela o subjugue e vá de carro para Nuremberg; Will, então, a domina. Standish explica que alguém está atrás dele por descobrir agentes corruptos na inteligência dos EUA. Frankie os alcança, mas é baleado por um caçador de recompensas em sua trilha, forçando-os a pedir ajuda a Ray. Will descobre que Ray está dormindo com Gigi, antes de Ollerman chegar e se expor como o traidor. Frankie o distrai com uma bomba disfarçada de absorvente interno, permitindo que Will o acerte com uma faca. O governo encobre o incidente com uma condição: Frankie e Will devem formar uma equipe conjunta FBI-CIA com Standish, o colega de Frankie, Jai Datta, e a perfiladora do FBI Susan Sampson. |                                   |                          |                              |                                                 |                  |                     |
| 2 | "The Czech List"                  | Peter Atencio            | Adam Sztykiel                | 6 de março de 2019                              | T13.21453        | 5.31                |
| A equipe tenta capturar o contrabandista internacional Stavros Pappas em Viena, apenas para uma assassina desconhecida matá-lo. Frankie recupera o olho de Pappas para destrancar um cofre contendo um livro valioso, que também requer um exame de retina da viúva de Pappas, Karen. Apesar da preocupação de Frankie de que ele é emocionalmente vulnerável, Will tenta seduzir Karen. Ray, o novo contato da equipe, informa que a assassina, Hana Novak, também está caçando Karen. Sampson confronta Standish sobre sua tendência de mentir em relacionamentos românticos. Frankie tenta avisar Will que Novak está se aproximando, mas Will é forçado a deixar seu disfarce para lutar contra os homens de Novak. Frankie discute com Will, aparentemente com ciúmes por estar genuinamente atraído por Karen. Depois de ser pego de surpresa pela decepção de Standish, Sampson diz a ele que mente porque não acredita em si mesmo. Karen acaba sendo amante de Novak; ela prende Will e Frankie no cofre e destrói o livro-razão. Os agentes inundam o cofre para forçá-lo a abrir. Frankie mata Novak e Will captura Karen, que memorizou o livro-razão. Frankie ameaça Ray por trair a confiança de Will, dizendo-lhe que ele nunca fará parte da equipe.                               |                                   |                          |                              |                                                 |                  |                     |
| 3 | "When in Rome"                    | Peter Atencio            | David Hemingson              | 13 de março de 2019                             | T13.21452        | 3.75                |
| Em Londres, a equipe não consegue resgatar o primeiro-ministro e sua esposa em um exercício de treinamento. Eles se instalam em sua nova base de operações em um bar abandonado, onde Ray os informa que sua difícil missão colocou em risco seu trabalho e a colaboração contínua da equipe. Frankie rejeita a insistência de Will em tratar a equipe como uma família, enquanto o destreinado Standish implora por mais experiência de campo e uma arma. A equipe é enviada para derrubar o grupo neofascista italiano Fascia Rossa e seu líder bilionário, Luca Credele, que recrutou o engenheiro americano Thomas Andrews para construir uma bomba química. Em Roma, a equipe se infiltra em uma festa na villa de Credele, onde Frankie é reconhecida pelo companheiro assassino Marco. A equipe captura Andrews, que revela que Fascia Rossa ameaçou sua filha Isabella. Fascia Rossa sequestra Isabella e Andrews é morto por Marco; Standish acidentalmente atira em Jai. Frankie e Will rastreiam a bomba até os esgotos sob um festival do Dia dos Santos, onde matam Marco e desativam a bomba. Eles resgatam Isabella, capturando Luca e matando seus homens. De volta ao bar, tendo preservado o trabalho de Ray e sua parceria, a equipe brinda ao sucesso.                         |                                   |                          |                              |                                                 |                  |                     |
| 4 | "Mrs. & Mr. Trowbridge"           | Romeo Tirone             | Sheri Elwood                 | 20 de março de 2019                             | T13.21455        | 3.67                |
| A equipe expõe com sucesso um diplomata espanhol traficando gás nervoso. No entanto, Ray informa que parte já foi vendida para Andrei Zimbrean, um senhor da guerra romeno exilado. Para recuperá-lo, Will e Frankie devem se disfarçar como Dan e Mary Fleming, um casal, no casamento da filha de Zimbrean, Iona. Jai e Standish posam como barmen para apoiá-los, mas Sampson é deixado para trás. Uma assassina do passado de Will tenta matá-lo, mas ele a empala em um cabide. Frankie seduz um dos sócios de Zimbrean, o que perturba sua parceria, já que "Dan" fica perturbado com a infidelidade de sua esposa. Jai insulta Edgar por seus hábitos de vida imundos. Usando vinho drogado, a equipe descobre que Zimbrean enviou um dublê de corpo para o casamento. Ray conforta Sampson com a realidade de que, embora a equipe não precise dele, eles precisam dela. Sampson percebe que Zimbrean está presente com uma identidade falsa; o noivo, um agente disfarçado da Interpol, deixa Zimbrean escapar porque não pode fazer mal a Iona. Will e Frankie rastreiam o general até um campo de aviação, onde Frankie atira na perna depois que Iona o mantém sob a mira de uma arma. A equipe comemora outra operação bem-sucedida e Frankie se torna cada vez mais próxima de Will. |                                   |                          |                              |                                                 |                  |                     |
| 5 | "The English Job"                 | Amanda Marsalis          | Rick Muirragui               | 27 de março de 2019                             | T13.21456        | 2.96                |
| Will e Frankie concordam em tratar um ao outro como colegas e evitar discutir seus sentimentos. Standish fica traumatizado após uma queda quase fatal. Ray acompanha a equipe à Inglaterra para investigar a morte de um diplomata americano, junto com a oficial do MI6 Emma Davies. Ela revela que a morte está ligada a vários roubos de famílias ricas, e Frankie e Will se infiltram na gangue responsável. Ray intimida Jai chamando-o de burro, como uma brincadeira com Sampson. Frankie começa a suspeitar de Emma, especialmente quando ela e Will são expostos como espiões durante um trabalho. Will ajuda Standish a lidar com seu trauma. O parceiro de Emma, Hugh Cabot, está por trás dos roubos em um esquema para sequestrar o duque e a duquesa de Sussex e derrubar a monarquia britânica. Standish supera seu medo a tempo de desativar um uplink de segurança crucial, e Emma resgata o duque e a duquesa. Cabot revela que ele é um bode expiatório de um grupo secreto chamado Trust (Os Confiáveis), antes que um atirador invisível o mate. Frankie mente para Will dizendo que valoriza demais seu trabalho para se envolver romanticamente. Jai brinca com Ray em vingança. Emma beija Will, o que Frankie testemunha.                                                 |                                   |                          |                              |                                                 |                  |                     |
| 6 | "Five Spies and a Baby"           | Michael Spiller          | Dean Lopata                  | 3 de abril de 2019                              | T13.21457        | 3.12                |
| Em uma missão à Bulgária para interceptar opiáceos do mercado negro, Will e Jai acidentalmente tropeçam em uma quadrilha de traficantes de bebês, resgatando um que encontram escondido em um caminhão. A equipe embarca em uma operação não sancionada para derrubar o ringue, e Ray consegue obter um antigo trailer como uma casa segura. Will e Frankie descobrem que um chefe de polícia corrupto, Vladimir Koslov, controla o anel. Will fica surpreso ao saber que Emma está passando mais tempo com Ray, e Jai confessa a Standish que não gosta de bebês porque se considera impróprio para ser pai. Os contrabandistas rastreiam e emboscam Will e Frankie quando localizam a mãe do bebê e vencem o resto da equipe, sequestrando o bebê. Frankie diz a Will que ele deve confiar em Emma e não tentar contatá-la. Emma dá a Ray um diário para que ele escreva o que deseja melhorar em si mesmo, começando por consertar sua amizade com Will. A equipe localiza uma mercenária polonesa que trabalha para Koslov, que é a agente secreta da CIA, Tina Marek. A equipe liberta os prisioneiros de Koslov e o leva sob custódia. O bebê é devolvido à mãe e Tina se separa da equipe em boas condições.                                                                                |                                   |                          |                              |                                                 |                  |                     |
| 7 | "Spain, Trains and Automobiles"   | Matthew A. Cherry        | Amy Pocha & Seth Cohen       | 10 de abril de 2019                             | T13.21458        | 3.12                |
| A equipe enfrenta uma célula desonesta de fuzileiros navais liderados pelo inimigo de Will, Jimmy Coleman, que escapa com um núcleo de plutônio roubado. Ray reatribuiu Emma para se juntar a Will e Frankie no rastreamento de Coleman para a Espanha; sentindo-se desvalorizada, ela recusa. Will e Frankie recuperam o núcleo, mas são forçados a mudar seu plano de extração. Standish fica ansioso quando Tina o convida para sair, então a equipe reforça sua confiança com informações. Will e Frankie se escondem em uma casa, onde Emma chega inesperadamente. Standish, seguindo o conselho ruim de Ray, se esforça demais para impressionar Tina em seu encontro, e ela vai embora. Depois que Jimmy encontra a casa, a equipe o atrai para uma estação de trem. Sampson admite a Ray que, ao ajudar Standish, ela estava tentando superar seu próprio casamento fracassado; Ray garante a ela que as pessoas em seu ramo de trabalho ainda podem encontrar romance. Usando balas de urânio empobrecido, Will é capaz de atrair Jimmy e seus homens para uma armadilha policial, e dá um soco nele. Sampson e Ray fazem com que Standish encontre Tina no campo e consertam as coisas. Frankie aceita que Will e Emma têm sentimentos genuínos um pelo outro.                           |                                   |                          |                              |                                                 |                  |                     |
| 8 | "Confessions of a Dangerous Mind" | Jon East                 | Jameel Saleem                | 17 de abril de 2019                             | T13.21459        | 2.85                |
| Na véspera das primeiras celebrações do Natal, o relacionamento de Standish com Tina chega a um obstáculo. Um prisioneiro com conhecimento da Trust está agendado para transferência; a equipe fica chocada ao saber que é o supostamente falecido Ollerman. O comboio é emboscado, forçando-os a levar Ollerman de volta ao seu centro de operações, o Hive. Novas ordens vêm para questioná-lo, mas ele usa a oportunidade para dividir a equipe, revelando seus segredos, incluindo que Frankie uma vez solicitou permissão para matar Will. Ray ataca Ollerman quando ele descobre sobre a transferência, e Jai é instruído a vigiá-lo. Standish descobre que há agentes da Trust dentro da Hive, que tomam Sampson como refém. Will percebe que a transferência foi encenada para permitir que Ollerman roubasse uma valiosa peça de evidência para financiar a Trust. Enquanto Jai e Standish rastreiam Sampson, Frankie finge desertar e atira em Will. Ray encena um resgate com a ajuda de Jai usando suas habilidades de improvisação. Ollerman consegue escapar, mas Will admite que substituiu a evidência roubada por uma falsa. Tina traz um presente para Standish para provar que ainda o ama. A equipe comemora compartilhando presentes do amigo secreto.                        |                                   |                          |                              |                                                 |                  |                     |
| 9 | "Hearts & Minds"                  | Jon East                 | Adam Higgs                   | 24 de abril de 2019                             | T13.21454        | 2.54                |
| Frankie está chateada porque a maioria da equipe segue a liderança de Will em vez de respeitá-la como co-líder. Will tenta explicar a ela que o segredo é ter uma personalidade calorosa, mas ela o descarta como um mimado. Standish se disfarça como um cliente para capturar o corretor de órgãos Michael Kenner, mas o negócio vai para o sul e Will é eletrocutado e deixado para trás. A equipe tenta alcançar o carro que o está movendo, mas falha, e Michael tortura Will com remos elétricos. Frankie assume o comando, mas rapidamente fica sobrecarregada com a responsabilidade e grita com a equipe. Por meio de um chip plantado por Jai, Will se liga emocionalmente a ele e pede que ele entre em contato com seus pais se ele morrer. Frankie consegue que Standish compre o coração de Will para que eles possam encontrar sua localização. Will usa adrenalina para reverter a paralisia de Kenner assim que Frankie e Standish o localizam, enquanto Sampson liberta os prisioneiros do corretor. Kenner tenta escapar, mas Standish sabota seu helicóptero e Will o nocauteia. De volta ao bar, Frankie reconhece a importância de apoiar sua equipe e aceita que ela tem a capacidade de liderar. Jai força Will a "criar um vínculo" com ele ao grampear seu quarto.       |                                   |                          |                              |                                                 |                  |                     |
| 10 | "Good Will Hunting"               | Romeo Tirone             | Erica Batty                  | 1 de maio de 2019                               | T13.21460        | 2.72                |
| Will descobre que as exigências de seu trabalho tornam difícil passar mais tempo com Emma. Quando ela é assassinada durante uma missão, a equipe tira uma semana de folga para lamentá-la antes de Ray revelar que sua próxima missão é caçar Henri Griffin, seu suposto assassino e um agente da Trust de alto nível. Tina diz a Standish que ele precisa estar lá para Jai, enquanto Sampson e Ray acabam dormindo um com o outro. A equipe rastreia Griffin, mas quando Will age de forma fria e implacável, Frankie se recusa a controlá-lo até Sampson apontar que Will pode em breve fazer algo do qual ele não pode voltar. Frankie o pega torturando uma testemunha, mas opta por deixá-lo andar em vez de tentar trazê-lo. Ollerman atrai Will para uma armadilha, dando a ele a localização de Griffin. Um Griffin ferido admite que não matou Emma, mas antes de Will atirar nele, Frankie o acalma, lembrando-o de que seu otimismo radiante é o que faz a parceria funcionar. Griffin tenta puxar uma arma escondida antes de ser morto a tiros. Sampson termina tudo com Ray para sempre. Por sugestão de Tina, a equipe coloca uma estrela em seu esconderijo para homenagear a memória de Emma, sem saber que ela é a verdadeira assassina.                                        |                                   |                          |                              |                                                 |                  |                     |
| 11 | "College Confidential"            | Rob Bailey               | Kelsey Murray & Helen Berger | 8 de maio de 2019                               | T13.21462        | 2.43                |
| A equipe vai disfarçada em uma faculdade para tentar convencer seu mais novo alvo, um estudante prodígio de engenharia norte-coreano suspeito de desenvolver uma arma ferroviária, a desertar para os Estados Unidos. Enquanto tentam convencê-lo a desertar, eles precisam protegê-lo de várias outras nações que estão tentando roubar sua tecnologia e matá-lo. |                                   |                          |                              |                                                 |                  |                     |
| 12 | "Two of a Kind"                   | Daisy von Scherler Mayer | Ashley Darnall               | 15 de maio de 2019                              | T13.21461        | 2.54                |
| O compromisso de Frankie em ser um profissional de coração frio é testado quando a nova missão da equipe de derrubar o chefe de uma grande operação antidrogas reúne Frankie com a ex-tutora de quando ela era criança. Enquanto isso, Jai e Standish descobrem que Susan tem escrito avaliações psicológicas confidenciais para cada membro da equipe, o que causa divisões na equipe depois que as avaliações são reveladas e Jai revela seu laboratório oculto para Standish. |                                   |                          |                              |                                                 |                  |                     |
| 13 | "Czech Mate"                      | Peter Atencio            | David Hemingson              | 22 de maio de 2019                              | T13.21463        | 3.64                |
| No final da série, Alex Ollerman tenta forçar a equipe a cometer um ato terrorista ao assassinar o Ministro da Defesa Russo para a Fundação, usando a vida de Ray como alavanca após envenená-lo. Ao tentar evitar o assassinato, Jai ajuda Standish a lidar com uma revelação sobre sua ex-namorada Tina, enquanto Will e Frankie se dão conta de seu relacionamento. |                                   |                          |                              |                                                 |                  |                     |

## Produção

### Desenvolvimento
Em 24 de outubro de 2017, foi anunciado que a ABC havia encomendado o episódio piloto depois que várias redes mostraram interesse. O piloto foi escrito por David Hemingson, que foi produtor executivo ao lado de Bill Lawrence e Jeff Ingold. Scott Foley foi definido para servir como produtor. As empresas de produção envolvidas com o piloto incluíram Doozer e Warner Bros. Television. Em 16 de fevereiro de 2018, foi anunciado que Peter Atencio iria dirigir o piloto e se tornar um produtor executivo. Em 11 de maio de 2018, foi anunciado que a ABC havia dado a ordem de série. Poucos dias depois, foi anunciado que a série estrearia na primavera de 2019 como uma substituição no meio da temporada de transmissão de 2018-19.

### Seleção de elenco
Juntamente com o anúncio do posto de piloto, confirmou-se que Scott Foley iria estrelar a série, além de produzir. Em fevereiro de 2018, foi anunciado que Lauren Cohan, Ana Ortiz, Vir Das e Tyler James Williams haviam se juntado ao elenco principal do piloto. Em 23 de agosto de 2018, foi relatado que Josh Hopkins havia se juntado ao elenco principal da série após fazer uma aparição especial no episódio piloto. Em 20 de setembro de 2018, foi anunciado que Bellamy Young havia sido escalada para uma participação. Em 18 de dezembro de 2018, foi relatado que Dylan Walsh apareceria em uma capacidade recorrente. Em 25 de janeiro de 2019, foi anunciado que a esposa de Foley, Marika Domińczyk, e Christa Miller se juntaram ao elenco em papéis recorrentes.

### Lançamento
Em 15 de maio de 2018, a ABC lançou o primeiro trailer oficial da série. Em 12 de dezembro de 2018, foi anunciado que a série iria estrear em 27 de fevereiro de 2019 e ir ao ar semanalmente às quartas-feiras durante o horário das 22h00. Em 10 de janeiro de 2019, foi anunciado que a série iria estrear como uma "prévia" especial em 24 de fevereiro de 2019, após o 91st Academy Awards e noticiários locais atrasados, antes de estrear em seu horário normal três dias depois.

### Cancelamento
A ABC não renovou Whiskey Cavalier para uma segunda temporada, com a rede citando o declínio na audiência como um fator. Seu distribuidor, Warner Bros. Television, afirmou que planejava vender a série para outras redes. Após o anúncio, uma campanha para salvar a série surgiu nas redes sociais, que Deadline Hollywood comparou a uma campanha semelhante em torno do Timeless da NBC (que foi cancelada, mas renovada para uma segunda temporada em circunstâncias semelhantes). Em 23 de maio de 2019, foi informado que a ABC estava "reavaliando" uma possível renovação com base nesses desenvolvimentos. No entanto, o showrunner David Hemingson afirmou no Twitter no dia seguinte que a ABC não iria reverter sua decisão.

## Recepção

### Resposta da crítica
No site agregador de críticas Rotten Tomatoes, a série tem uma classificação de aprovação de 78% baseada em 36 avaçiações, com uma classificação média de 6.23/10. O consenso crítico do site diz: "Divertido, agressivo e alimentado pela química entre seus líderes carismáticos, Whiskey Cavalier supera sua estrutura familiar para oferecer uma abordagem atraente de uma fórmula usada." No Metacritic, ele tem uma pontuação média ponderada de 64 de 100, com base em 17 críticos, indicando "avaliações geralmente favoráveis".

### Audiência
| №  | Título                            | Exibição original       | Rating/share (18–49) | Audiência (em milhões) | DVR (18–49) | Audiência em DVR (milhões) | Total (18–49) | Audiência total (em milhões) |
| -- | --------------------------------- | ----------------------- | -------------------- | ---------------------- | ----------- | -------------------------- | ------------- | ---------------------------- |
| 1  | "Pilot"                           | 27 de fevereiro de 2019 | 0.7/3                | 4.08                   | 0.8         | 3.64                       | 1.5           | 7.72                         |
| 2  | "The Czech List"                  | 6 de março de 2019      | 0.9/4                | 5.31                   | 0.8         | 3.79                       | 1.7           | 9.11                         |
| 3  | "When in Rome"                    | 13 de março de 2019     | 0.6/3                | 3.75                   | 0.8         | 3.61                       | 1.4           | 7.36                         |
| 4  | "Mrs. & Mr. Trowbridge"           | 20 de março de 2019     | 0.6/3                | 3.67                   | 0.7         | 3.51                       | 1.3           | 7.18                         |
| 5  | "The English Job"                 | 27 de março de 2019     | 0.5/3                | 2.96                   | 0.8         | 3.46                       | 1.3           | 6.42                         |
| 6  | "Five Spies and a Baby"           | 3 de abril de 2019      | 0.6/3                | 3.12                   | 0.6         | 3.17                       | 1.2           | 6.29                         |
| 7  | "Spain, Trains, and Automobiles"  | 10 de abril de 2019     | 0.6/3                | 3.12                   | 0.6         | 3.04                       | 1.2           | 6.16                         |
| 8  | "Confessions of a Dangerous Mind" | 17 de abril de 2019     | 0.5/3                | 2.85                   | 0.5         | 2.89                       | 1.0           | 5.75                         |
| 9  | "Hearts & Minds"                  | 24 de abril de 2019     | 0.4/2                | 2.54                   | 0.6         | 2.81                       | 1.0           | 5.35                         |
| 10 | "Good Will Hunting"               | 1 de maio de 2019       | 0.5/2                | 2.72                   | 0.5         | 2.78                       | 1.0           | 5.50                         |
| 11 | "College Confidential"            | 8 de maio de 2019       | 0.4/2                | 2.43                   | 0.6         | 2.92                       | 1.0           | 5.36                         |
| 12 | "Two of a Kind"                   | 15 de maio de 2019      | 0.4/3                | 2.54                   | 0.6         | 2.81                       | 1.0           | 5.36                         |
| 13 | "Czech Mate"                      | 22 de maio de 2019      | 0.7/4                | 3.64                   | 0.6         | 2.97                       | 1.3           | 6.53                         |

Notas
1. ↑  24 de fevereiro de 2019 na estreia especial
2. ↑  0.8 na estreia especial[6]
3. ↑  4.70 na estreia especial[6]